# Campo di concentramento di Potulice

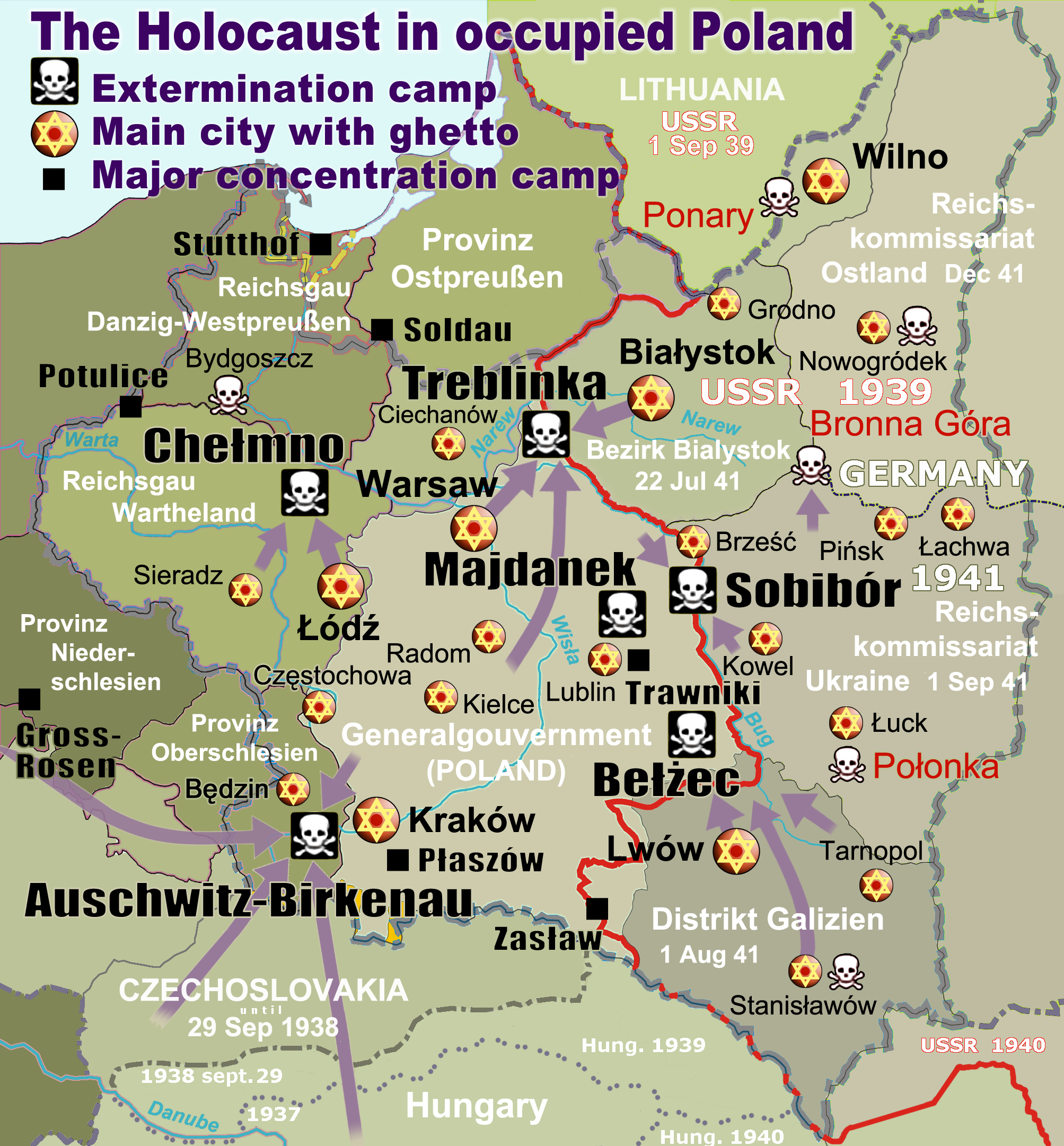
Campi di concentramento nazisti nella Polonia occupata. Potulice è situato in alto a sinistra

Il campo di concentramento di Potulice (in tedesco: UWZ Lager Lebrechtsdorf–Potulitz) fu un campo di concentramento fondato e gestito dai nazisti a Potulice, vicino a Nakło, nel territorio della Polonia occupata durante la seconda guerra mondiale. Fino alla primavera del 1941 fu un sottocampo del campo di concentramento di Stutthof, nel gennaio 1942, divenne completamente indipendente.
Si stima che in totale 25.000 prigionieri abbiano attraversato il campo durante il periodo di attività prima della fine del 1944. Divenne noto anche come centro di detenzione per la germanizzazione forzata dei bambini polacchi.

## Storia

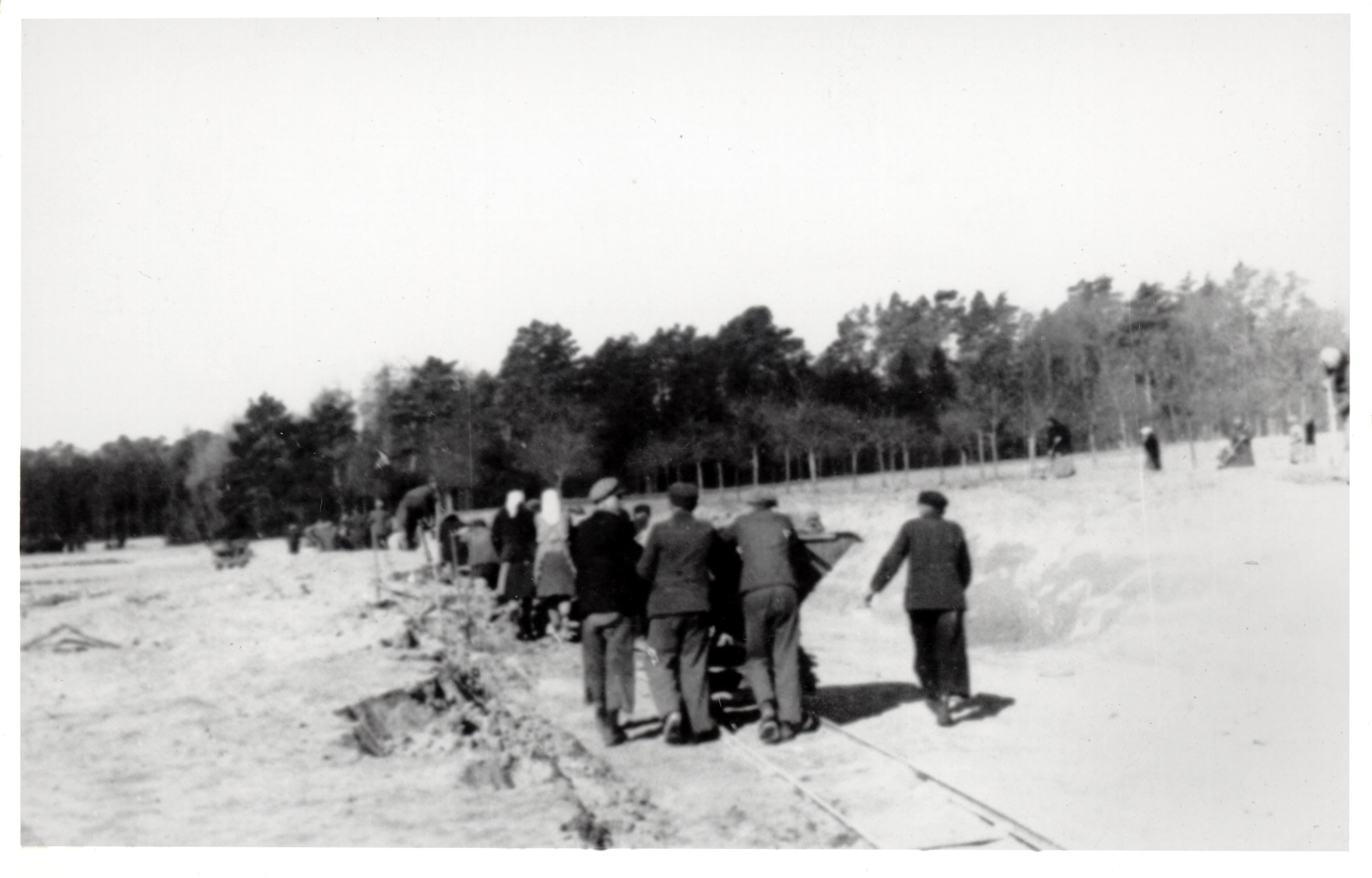
Costruzione del campo da parte dei prigionieri.

Inizialmente il campo di Potulice fu uno dei numerosi punti di transito per i polacchi espulsi dalle autorità tedesche dai territori della Polonia occidentale annessi alla neonata Reichsgau Danzica-Prussia occidentale. Lo sfollamento forzato dei cittadini polacchi noto come Lebensraum fu pensato con lo scopo di creare spazio per i coloni tedeschi, i Volksdeutsche, riportati con la politica del Heim ins Reich da tutta l'Europa orientale.
La struttura si espanse rapidamente come sottocampo di lavoro del vicino campo di concentramento di Stutthof, fornendo la forza lavoro gratuita per l'officina meccanica Hansen Schneidemühl allestita nella struttura. Il primo trasporto di massa di 524 polacchi giunse al campo di Potulice da Bydgoszcz il 4 febbraio 1941. Designato formalmente come campo di lavoro, non fu controllato dalle autorità dei campi di concentramento, anche se le condizioni di vita al suo interno furono paragonabili a quelle del campo di concentramento di Stutthof.
Il campo funse da luogo di detenzione per i bambini polacchi; delle 1.296 persone che vi morirono, 767 vittime furono minorenni. Nel 1943 nel campo fu creata un'unità speciale per i bambini e termini come Ostjugendbewahrlager Potulitz o Lebrechtsdorf iniziarono ad apparire nella documentazione tedesca. Le teorie razziste e la politica di germanizzazione portarono a dei rapimenti organizzati e alla ricollocazione nel campo dei bambini da parte dei funzionari tedeschi: se i test della presunta purezza razziale dei tratti ariani fossero stati positivi e si fosse ritenuto che il bambino avesse perso il contatto emotivo con i reali genitori, allora si poteva procedere con l'affidamento alle famiglie tedesche per la germanizzazione. Questa operazione fu organizzata dalla SS Rasse und Siedlungshauptamt RuSHA (Ufficio delle SS per la razza e l'insediamento).

## Lavoro in schiavitù

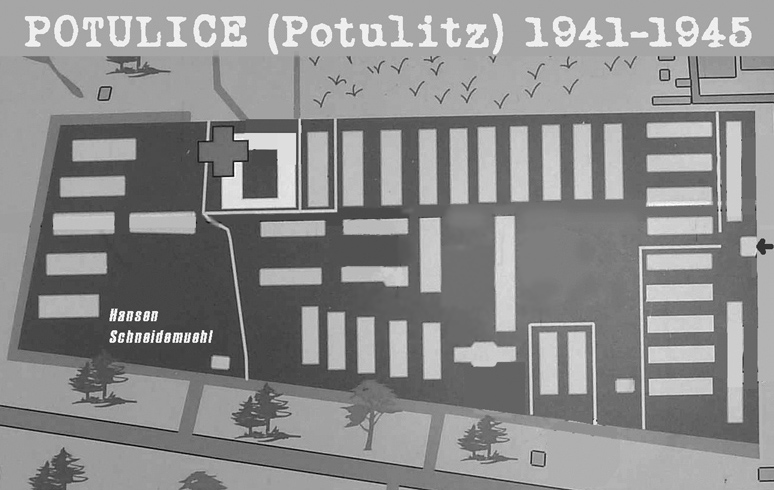
Il campo dopo l'espansione. A sinistra i lavori della Hansen Schneidemuehl, separati dal recinto di filo spinato con sei baracche dove venivano riparate le ali degli aerei da guerra Bf 109 e Bf 110 (Museo di Potulice).

I bambini furono costretti a svolgere il lavoro in schiavitù. Raggiunti i tredici anni di età, i bambini furono mandati a lavorare fuori dal campo, anche di notte. Sotto la supervisione dei Kapo, di solito furono usati per trasportare i materiali da costruzione o le pietre, o usati per caricare carbone, legna e patate nella stazione ferroviaria. I bambini di età superiore ai sei anni furono costretti a lavorare all'interno del campo.
Il mancato rispetto degli ordini o anche i piccoli atti di disobbedienza furono affrontati con punizioni brutali, ad esempio: quando i bambini denutriti venivano mandati a raccogliere i frutti di bosco, dopo il lavoro dovevano mostrare la bocca; se un bambino avesse mangiato le bacche, sarebbe stato rapidamente picchiato con la frusta pesante usata per i tori. Anche altre punizioni furono all'ordine del giorno, come stare sotto la pioggia o sulle pigne; indipendentemente dalla stagione dell'anno, tutti i bambini furono costretti a stare in piedi per ore, in mutande e spesso senza scarpe, durante gli appelli.
Un bambino ricordò il suo calvario nel campo:
I bambini furono picchiati in faccia con bastoni, imprigionati in un bunker pieno d'acqua fino alle ginocchia, o gli fu negato il cibo per giorni; anche la vista dei prigionieri morenti fu un'esperienza traumatica per molti. Le guardie tedesche si impegnarono nelle torture psicologiche; ad esempio, i bambini affamati venivano posti vicino ai tavoli apparecchiati con pane, cavoli e cereali mentre le guardie scattavano le fotografie della scena, dopodiché il cibo veniva portato via dai bambini.
Il campo fu utilizzato anche per le donazioni di sangue involontarie da parte dei bambini più piccoli. Ci furono anche nascite di bambini nel campo: questi bambini subirono un duro destino poiché le madri già esauste non furono in grado di dar loro da mangiare e le razioni di cibo scarseggiavano sempre più; di conseguenza, i neonati nati nel campo di solito pesavano circa 1 chilo e morivano dopo poche settimane.

## Brutalità nel campo
Con il progredire della guerra, le condizioni nel campo divennero ancora più brutali e dure, si arrivò a introdurre anche sanzioni come lo stare in piedi sui vetri rotti. Nel 1943 arrivò un trasporto di 543 bambini dalle regioni di Smolensk e Vitebsk. Alcuni dei bambini furono trattati come prigionieri normali, anche quando avevano appena due anni. Poiché i bambini arrivarono già malati di febbre tifoide, i tedeschi li collocarono in baracche separate, in condizioni primitive, separate tra loro da filo spinato.
Nel 1944 le condizioni nel campo raggiunsero la fase brutale più acuta: i bambini furono regolarmente chiamati "figli di banditi", picchiati e presi a calci dal personale del campo oltre che costretti a scavare trincee. La maggior parte dei bambini si ammalò e molti morirono per sfinimento, maltrattamenti, fame o malattie. I neonati furono accuditi dai bambini più grandi. Ci furono anche testimonianze sull'omicidio deliberato dei bambini da parte del personale del campo. Un testimone descrisse in dettaglio come aveva visto tre bambini di circa 7 anni morire annegati dai tedeschi vicino al campo: secondo il testimone, i tedeschi prima gettarono i bambini in un canale pieno d'acqua e poi lanciarono loro dei mattoni, sembrando soddisfatti.

## Valutazioni e stime

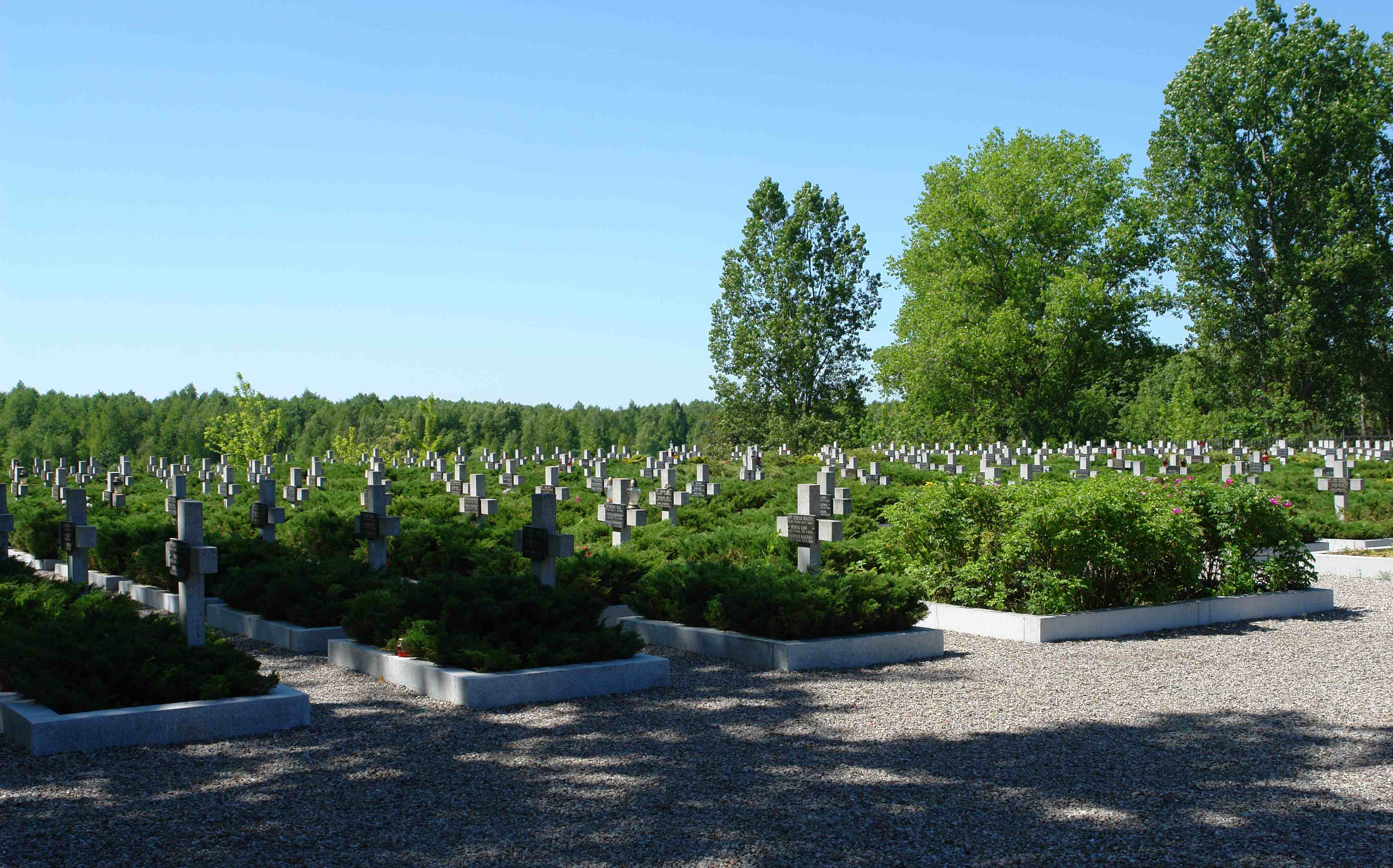
Cimitero delle vittime a Potulice

Degli atti elencati come genocidio dalla Convenzione per la prevenzione e la repressione del delitto di genocidio adottata dall'Assemblea generale delle Nazioni Unite nel dicembre 1948, quasi tutti furono sfruttati nel campo di Potulice; l'unica eccezione fu l'atto relativo alla prevenzione delle nascite tra i membri del gruppo oggetto di genocidio. Il numero di bambini rapiti dalle autorità tedesche durante l'occupazione della Polonia per essere germanizzati varia da oltre 20.000 (Heinemann) a 200.000 (governo polacco). Si stima che almeno 10.000 di loro furono assassinati come prigionieri e solo il 10-15% tornò alle proprie famiglie dopo la guerra.
Sebbene il campo fosse formalmente elencato come campo di transito, negli anni '90, su richiesta delle vittime, fu riclassificato come campo di concentramento, supportati dall'Istituto polacco della memoria nazionale che ritenne le condizioni di vita nel campo non fossero differenti da quelle degli altri campi di concentramento. La decisione fu importante per il risarcimento pagato dalla Germania alle vittime della repressione tedesca nella seconda guerra mondiale.

## Il campo dopo il 1945
Dopo la guerra, il sito del campo fu utilizzato come centro di detenzione dalle autorità comuniste polacche, principalmente per i "tedeschi etnici" della Deutsche Volksliste, compresi i coloni e i circa 180 prigionieri di guerra, così come i polacchi anticomunisti dell'esercito nazionale e delle Forze Armate Nazionali. Fu rinominato come Campo di lavoro centrale di Potulice sotto la gestione del Ministero della Pubblica Sicurezza stalinista, il campo gestì le officine e le fattorie per una superficie totale di 1.174,60 ettari. Secondo i registri del Dipartimento di correzione dell'MBP, circa 2.915 tedeschi vi morirono prima della fine del 1949, principalmente a causa della dissenteria e delle epidemie di tifo. Secondo altre fonti tedesche, circa 3.500 tedeschi etnici morirono nel campo negli anni dal 1945 al 1950.